# لغة دوجا
لغة دوجا هي إحدى اللغات الأسترونية التي يتحدث بها حوالي 200 شخص على طول كيب فوغل في مقاطعة خليج ميلن في بابوا غينيا الجديدة.